# Edwin Lara
Edwin Lara Barrios (Berkeley, California, Estados Unidos; 8 de septiembre de 1999) es un futbolista mexicano nacido en Estados Unidos. Juega de defensa.

## Selección nacional
Lara puede representar internacionalmente a Estados Unidos o México, ya que nació en California de padres mexicanos. El defensa jugó por la selección sub-15 y sub-17 de los Estados Unidos antes de formar parte de la selección de México sub-17. Participó en la Copa Mundial de Fútbol Sub-17 de 2015 con México. Tiempo después, ya en categoría sub-20, Lara entrenó con la selección sub-20 de Estados Unidos.

## Estadísticas
Actualizado al último partido disputado el 6 de febrero de 2019.
| Pachuca · México                | 1.ª           | 2017-18       | 0 | 0 | 1 | 0 | - | - | 1 | 0 |
| Pachuca · México                | 1.ª           | 2018-19       | 0 | 0 | 0 | 0 | - | - | 0 | 0 |
| Pachuca · México                | Total club    | Total club    | 0 | 0 | 1 | 0 | 0 | 0 | 1 | 0 |
| Pachuca Premier · México        | 3.ª           | 2017-18       | 7 | 0 | - | - | - | - | 7 | 0 |
| Pachuca Premier · México        | 3.ª           | 2018-19       | 0 | 0 | - | - | - | - | 0 | 0 |
| Pachuca Premier · México        | Total club    | Total club    | 7 | 0 | 0 | 0 | 0 | 0 | 7 | 0 |
| Club León · México              | 1.ª           | 2018-19       | 0 | 0 | 1 | 0 | - | - | 1 | 0 |
| Club León · México              | Total club    | Total club    | 0 | 0 | 1 | 0 | 0 | 0 | 1 | 0 |
| San Diego Loyal Estados Unidos  | 2.ª           | 2020          | 0 | 0 | 0 | 0 | 0 | 0 | 0 | 0 |
| San Diego Loyal Estados Unidos  | Total club    | Total club    | 0 | 0 | 0 | 0 | 0 | 0 | 0 | 0 |
| Total carrera                   | Total carrera | Total carrera | 7 | 0 | 2 | 0 | 0 | 0 | 9 | 0 |
| (1) Incluye datos de la Copa MX |               |               |   |   |   |   |   |   |   |   |